# Народный комиссариат пищевой промышленности СССР
Наро́дный комиссариа́т пищево́й промы́шленности СССР (сокр. Наркомпищепром) — центральный орган управления, регулировавший в 1934—1946 гг. государственную пищевую промышленность в СССР.

## История
Образован по предложению И. В. Сталина Постановлением ЦИК и СНК СССР от 29 июля 1934 года № 1813 «О разделении Народного комиссариата снабжения Союза ССР на два самостоятельных народных комиссариата: Народный комиссариат внутренней торговли Союза ССР и Народный комиссариат пищевой промышленности Союза СCP».
Постановление СНК СССР № 2125 «О структуре центрального аппарата Народного комиссариата пищевой промышленности (Наркомпищепром)» утверждено 11 сентября 1934 года.
В 1936 г. в наркомат была включена вся государственная винодельческая промышленность СССР.
В 1938 г. при Наркомпищепроме создается Всесоюзная контора «Союзпищепромреклама», осуществлявшая рекламную деятельность для пищевой промышленности.
Указом Президиума Верховного Совета СССР от 19 января 1939 г. был разделён на три народных комиссариата: Народный комиссариат рыбной промышленности СССР, Народный комиссариат мясной и молочной промышленности СССР и Народный комиссариат пищевой промышленности СССР.
В 1946 году наркомат преобразован в Министерство пищевой промышленности СССР.

## Руководство
Наркомат возглавляли:
- А. И. Микоян (1934—1938)
- А. Л. Гилинский (1938)
- И. Г. Кабанов (1938—1939)
- В. П. Зотов (1939—1946).

Заместители:
- А. Е. Бадаев (10.1935—8.1937)
- М. Н. Беленький (1936—1937)
- А. Л. Гилинский (7.1937—1.1938)
- П. С. Жемчужина (1937—1939)
- В. П. Зотов (1938—1939)
- Н. В. Подгорный (1940—1942)
- А. С. Михаленков (1942-1943)
- И. К. Сиволап (1941—1946)
- В. А. Нестерович (1943—?; Постановление Совнаркома № 576 от 10 7.1943)

и другие.

## Структура
Наркомпищепром неоднократно реорганизовывался, в разное время в него входили следующие подразделения:
Главные управления:
- мясной промышленности — Главмясо
- рыбной промышленности — Главрыба — с 19.01.1939 Народный комиссариат рыбной промышленности СССР
- охраны рыболовства и рыборазведения
- птичной промышленности — Главптицепром
- сахарной промышленности — Главсахар
- спиртовой и водочной промышленности
- консервной промышленности — Главконсерв
- маслобойно-жировой и парфюмерно-косметической промышленности
- маслодельной и сыроваренной промышленности
- молочной промышленности — Главмолоко
- маргариновой промышленности — Главмаргарин
- плодоовощной промышленности — Главплодовощ
- табачно-махорочной промышленности — Главтабак
- соляной промышленности — Главсоль
- кондитерской промышленности — Главкондитер
- крахмало-паточной промышленности — Главкрахмал
- пивоваренной и дрожжевой промышленности — Главпиво, Главпивпром
- холодильной промышленности — Главхладпром
- комбикормовой промышленности
- капитального строительства
- Главвино
- Главжирмасло
- Главмукомол
- Главликёрводка
- Главмакаронпром
- Главпарфюмер
- Главпатока
- Главфруктовод
- Главхлеб
- Главчай

Всесоюзные заготовительные объединения:
- по заготовке скота — Союззаготскот
- по заготовке табака и махорки — Союзтабаксырьё

Управления:
- транспортное
- санитарной службы
- ветеринарная инспекция

Отделы:
- планово-экономический
- торговый
- финансовый и сводной бухгалтерии
- мобилизационный
- административно-хозяйственный
- статистического учёта

Кроме того:
- секретариат
- сектор подбора и учёта работников
- группа инспекторов по проверке исполнения
- инспекция по качеству
- арбитраж
- уполномоченных и инспекторов в УССР, БССР, ЗСФСР, Узбекской ССР, Казакской АССР, Крымской АССР и в остальных республиках, краях и областях.

## Награды
Для награждения работников пищевой промышленности системы Наркомпищепрома в 1938 году был учрежден почётный знак «Отличник социалистического соревнования Наркомпищепрома СССР».